# I'm Your Baby Tonight (canción)
«I'm Your Baby Tonight» (en español: «Soy Tu Nena Esta Noche») es una canción de la cantante estadounidense Whitney Houston. Escrito y producido por L.A. Reid y Babyface, fue publicado en septiembre de 1990 como primer sencillo de su tercer álbum de estudio homónimo (1990).
Musicalmente, "I'm Your Baby Tonight" ha sido descrita como una nueva canción de jack swing con influencias pop y R&B. Está escrita en la tonalidad de La menor (interpretada en Sol# menor).
La canción tuvo éxito comercial, convirtiéndose en el octavo número uno de Houston en el Billboard Hot 100 de Estados Unidos. Tuvo un buen desempeño a nivel internacional, alcanzando los cinco primeros puestos de varios países, incluidos Canadá, Reino Unido, Suiza e Italia.
Fue certificado disco de platino por la Recording Industry Association of America (RIAA).
El video musical fue dirigido por Julien Temple y mostraba a Houston luciendo un aspecto más "rebelde" y emulando el estilo de figuras como Audrey Hepburn, Marlene Dietrich y The Supremes.
Houston interpretó "I'm Your Baby Tonight" en varias ocasiones a lo largo de la década de 1990, incluyendo tres de sus giras de conciertos y su especial de HBO Welcome Home Heroes con Whitney Houston.
"I'm Your Baby Tonight" recibió una nominación a la Mejor Interpretación Vocal Pop Femenina en la 33ª edición de los Premios Grammy.
Brandy cantó la canción en los BET Awards 2012 en homenaje a Houston después de su muerte.

## Lista de canciones
| - Europa CD maxi 1. "I'm Your Baby Tonight" (album edit) – 4:16 2. "I'm Knockin' – 4:04 3. "I'm Your Baby Tonight" (extended remix) – 6:20 4. "Feels So Good" – 4:07 - Alemania CD maxi – The Remixes 1. "I'm Your Baby Tonight" (L.A. Babyface US mix) – 4:16 2. "I'm Your Baby Tonight" (dub mix) – 5:25 3. "I'm Your Baby Tonight" (Whit-A-Pella) – 4:35 - Estados Unidos 12" A. "I'm Your Baby Tonight" (extended remix) – 6:20 B1. "I'm Knockin' – 4:59 B2. "Feels So Good" – 4:55 | - Estados Unidos Casete A1. "I'm Your Baby Tonight" – 4:15 A2. "I'm Knockin' – 4:59 - Reino Unido VHS 1. "I'm Your Baby Tonight" (music video) – 4:15 - I'm Your Baby Tonight EP 1. "I'm Your Baby Tonight" (Yvonne Turner remix) – 4:11 2. "I'm Your Baby Tonight" (Yvonne Turner extended remix) – 6:22 3. "I'm Your Baby Tonight" (Yvonne Turner dub mix) – 5:27 4. "Feels So Good" – 4:59 5. "Takin' a Chance" – 4:11 6. "Higher Love" (1990 original mix) – 5:10 |

## Posicionamiento en listas
| Listas (1990-1991)                         | Máxima posición |
| ------------------------------------------ | --------------- |
| Alemania (Offizielle Deutsche Charts)      | 5               |
| Australia (ARIA)                           | 7               |
| Austria (Ö3 Austria Top 40)                | 3               |
| Bélgica (Flandes) (Ultratop 50)            | 2               |
| Canadá (RPM Top Singles)                   | 2               |
| Canadá (Retail Singles The Record)         | 4               |
| Canadá (Contemporary Hit Radio The Record) | 1               |
| España (AFYVE)                             | 7               |
| Estados Unidos (Billboard Hot 100)         | 1               |
| Estados Unidos (Adult Contemporary)        | 7               |
| Estados Unidos (Hot Dance Club Songs)      | 17              |
| Estados Unidos (Hot R&B/Hip-Hop Songs)     | 1               |
| Europa (European Hot 100 Singles)          | 2               |
| Francia (SNEP)                             | 4               |
| Grecia (IFPI)                              | 1               |
| Irlanda (IRMA)                             | 6               |
| Italia (Musica e dischi)                   | 1               |
| Nueva Zelanda (Recorded Music NZ)          | 16              |
| Noruega (VG-lista)                         | 3               |
| Países Bajos (Dutch Top 40)                | 2               |
| Países Bajos (Mega Single Top 100)         | 2               |
| Polonia (LP3)                              | 12              |
| Portugal (AFP)                             | 1               |
| Reino Unido (Official Charts Company)      | 5               |
| Suecia (Sverigetopplistan)                 | 4               |
| Suiza (Schweizer Hitparade)                | 4               |

## Créditos y personal
Los créditos son una adaptación de las notas del álbum.
- Whitney Houston - voz, arreglos vocales
- L.A. Reid - compositor, productor, percusión, arreglos vocales
- Babyface: compositor, productor, teclado, bajo, arreglos vocales
- Kenneth Richardson - teclados, programación
- Donald Parks - teclados
- Jim Zumpano – ingeniero de grabación
- Rodney Ascue - ingeniero de grabación